# Nowe Trzciano
Nowe Trzciano [ˈnɔvɛ ˈtʂt͡ɕanɔ] est un village polonais de la gmina de Szudziałowo dans le powiat de Sokółka et dans la voïvodie de Podlachie.